# Bardas Esclero
Bardas Esclero (en griego: Βάρδας Σκληρός; fallecido el 2 de abril de 991) fue un militar bizantino que encabezó una revuelta a gran escala en Asia contra el emperador Basilio II entre 976–979.

## Contexto
Bardas era miembro de la importante familia de los Esclero, que poseían enormes propiedades en el extremo oriental de Anatolia. Su madre, Gregoria, era descendiente de Bardas, hermano del emperador Basilio I. El momento más importante de sus primeros años de carrera fue la brillante defensa de Constantinopla contra Sviatoslav I de Kiev en 970. Durante la batalla de Arcadiópolis, consiguió infligir 20 000 bajas a los bárbaros, mientras que los informes reportaban únicamente 25 bajas entre los griegos.
Tras haber demostrado su capacidad para enfrentarse a los más fieros enemigos de Bizancio, Bardas se convirtió en uno de los hombres de confianza del emperador Juan I Tzimisces, que era de ascendencia armenia y cuñado suyo. A la muerte de Juan, Esclero aspiraba a reemplazarle, pero el eunuco Basilio Lecapeno, jefe del gobierno imperial, tenía otros planes y depuso a Bardas como general de oriente (Doméstico de las escolas en 975).
Según el testimonio de Miguel Psellos, Esclero era «un hombre que no sólo era un planificador competente, sino que era extremadamente inteligente a la hora de poner en práctica sus planes, poseía una gran riqueza (no mal atributo en un candidato al trono), con el prestigio de sangre real y de éxito en grandes guerras, con toda la jerarquía militar de su parte para ayudarle en su empresa».

## Rebelión

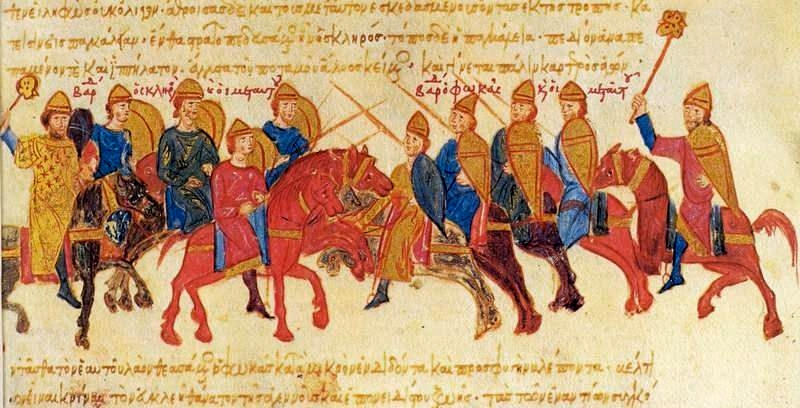
Choque entre los ejércitos de Esclero y Focas, miniatura del Skylitzes Matritensis.

Al conocer su deposición, Esclero entró en negociaciones con gobernantes armenios, georgianos e incluso musulmanes para obtener apoyo en favor de sus reivindicaciones. Consiguió extender la rebelión entre sus parientes y seguidores de las provincias asiáticas, convirtiéndose rápidamente en dueño y señor de Caesarea Mazaca, Antioquía y de la mayor parte de Anatolia.
Después de conseguir el apoyo de varios comandantes de la armada bizantina, Esclero puso rumbo a Constantinopla, amenazando con bloquear los Dardanelos. Los rebeldes cometieron su primer error al enviar su flota a Grecia contra la del emperador, lo que llevó a que se dispersara sin dificultades.
Tras perder el control de mar, Esclero puso sito a la ciudad de Nicea, considerada la puerta de entrada a Constantinopla. La ciudad había sido fortificada por Manuel Erotikos, padre del futuro Isaac I y antecesor de la dinastía Comneno.
Mientras tanto, Basilio rescató del exilio a Bardas Focas, un general que, tras levantarse en armas en el pasado, llevaba siete años encerrado en un monasterio. Focas se dirigió a sus familiares en Sivas, en oriente, y llegó a un acuerdo con David III Kuropalates de Tao/Taik, que le proporcionó un contingente de 12.000 jinetes georgianos dirigidos por Juan Tornicio.
Esclero abandonó instantáneamente Nicea y se dirigió al encuentro de Focas, al que derrotó en dos ocasiones antes de ser definitivamente vencido en Pankalia. El 24 de marzo de 979 los dos líderes se enfrentaron en singular combate; Esclero cortó la oreja derecha de Focas con su lanza antes de recibir una grave herida en la cabeza. El rumor de su muerte puso en fuga a su ejército, pero Esclero consiguió refugiarse entre sus socios musulmanes. A partir de entonces, la rebelión fue sofocada con facilidad.

## Últimos años
Al no encontrar apoyo para nuevas acciones contra Constantinopla entre las potencias asiáticas, Esclero y su familia se retiraron a Bagdad en 980. Vivieron en honorable cautividad en la corte del califa durante seis años, soñando con invadir Bizancio.
En 987, la familia Esclero fue nuevamente llamada por Focas, que, aprovechando la guerra contra Bulgaria trataba de hacerse con la corona. Esclero preparó un ejército para apoyar la causa de Focas, pero sus planes de aprovecharse del desorden imperante fueron frustrados al ser encarcelado por el propio Focas.
A la muerte de Focas en Abidos, Esclero le sucedió al frente de la rebelión: «La verdad era que los hombres que se habían enrolado en el ejército de Esclero no estaban divididos en sus lealtades. Su líder les inspiraba con su resuelta determinación y les unía en un cuerpo coherente. Había ganado su lealtad con favores y su devoción con su bondad. Resolvía sus diferencias, comía en la misma mesa que sus hombres, bebía de su mima copa, los llamaba por sus nombres y con su adulación se ganaba su alianza» (Miguel Psellos).
La fecha de su rendición a las autoridades es discutida, así como las circunstancias. En 991, Esclero, ciego y cansado, viviendo en semicautividad en Tracia, recibió la visita de Basilio II, que se dirigía a Bulgaria. El famoso rebelde aceptó el título de curopalata, falleciendo poco después, el 2 de abril.
Su linaje continuó. Un nieto suyo, Basilio Esclero, se casó con la hermana de Romano III. Una de las hijas del matrimonio, se casaría con Constantino Monómaco, que llegaría a convertirse en emperador, mientras que una nieta de Basilio se convertiría en su amante. Una de estas mujeres sería la abuela de Vladímir II Monómaco.